# Acid Red 66
C.I. Acid Red 66 ist die Bezeichnung für einen Bisazofarbstoff aus der Gruppe der Säurefarbstoffe. Das rotbraune Dinatriumsalz löst sich gut in Wasser mit gelbroter Farbe. Es färbt Wolle und Seide cochenilleartig rot. Entwickelt wurde es 1878 von Rudolf Nietzki und ab 1879 bei Kalle in Wiesbaden-Biebrich unter der Bezeichnung Biebricher Scharlach hergestellt.
Acid Red 66 war der erste industriell hergestellte Disazofarbstoff.

## Herstellung
Acid Red 66 (5) erhält man durch Diazotierung von Sulfanilsäure (1) und anschließender Kupplung auf Orthanilsäure. Um die Bildung von Triazenen zu vermeiden, kann man die Aminogruppe der Orthanilsäure durch Umsetzen mit dem Addukt aus Formaldehyd/Bisulfit schützen (2). Durch Abspaltung der Schutzgruppe von dem Monoazofarbstoff (3) erhält man den Farbstoff Acid Yellow 9, der erneut diazotiert und auf β-Naphthol (4) gekuppelt.
Die Zwischenstufe Acid Yellow 9 erhält man alternativ durch Sulfierung von 4-Aminoazobenzol mit 25 % Oleum (Schwefelsäure mit 25 Gew.-% SO3).